# 薛寶辰
薛寶辰（？—？），陝西省西安府長安縣人，原名秉承，清朝政治人物、進士出身，官至清宣統時翰林院的侍讀學士。篤信佛教，崇尚素食，辛亥革命後便閉門謝客，藉醫術自養，並著書立說。

## 著作
- 《素食說略》，清宣統時翰林院的侍讀學士薛寶辰所著。

光緒十五年（1889年），参加光緒己丑科殿試，登進士二甲92名。同年五月，改翰林院庶吉士。光緒十六年四月，散館，授翰林院編修。